# William Myron MacDonald
William Myron MacDonald, kanadski letalski častnik, vojaški pilot in letalski as, * 3. november 1890, Connecticut, ZDA, † 8. maj 1958, San Diego, ZDA.
Nadporočnik MacDonald je v svoji vojaški službi dosegel 8 zračnih zmag.

## Življenjepis
Med prvo svetovno vojno je bil sprva pripadnik Kraljevega letalskega korpusa, nato pa RAF.